# New Lanark
New Lanark è un villaggio scozzese su fiume Clyde, a circa 2,2 km dalla città di Lanark e a 40 km a sud-est di Glasgow, nel Lanarkshire. Fu fondato nel 1786 da David Dale, che costruì i cotonifici e le case per i lavoratori dei cotonifici. Nel 1800, Dale vendette le fabbriche e l'intero villaggio ad un consorzio che includeva anche il genero di Dale, Robert Owen, un filantropo e riformatore sociale di ispirazione socialista. Sotto la nuova proprietà, New Lanark divenne un modello di fiorente impresa economica ed un'epitome del socialismo utopistico che attirava migliaia di visitatori. A New Lanark vivevano 2 500 persone, fra cui 500 bambini (il lavoro minorile era abolito a New Lanark, contrariamente a ciò che accadeva nel resto del paese).
I cotonifici di New Lanark sono stati in funzione fino al 1968. Dopo un periodo di declino, nel 1974 fu fondato il New Lanark Conservation Trust, allo scopo di impedire la distruzione del villaggio. Al giorno d'oggi (2005), la maggior parte degli edifici è stata restaurata ed il villaggio è divenuto un'importante attrazione turistica. Dal 2001, esso è uno dei quattro siti in Scozia definiti patrimonio dell'umanità dall'UNESCO.

## Storia
Il villaggio di New Lanark fu costruito a partire dal 1784 da David Dale, un ricco imprenditore tessile, con la collaborazione di Richard Arkwright, lungo il corso del fiume Clyde. La posizione lungo le rapide del fiume permetteva infatti di sfruttare l'energia delle acque per far funzionare i nuovi macchinari tessili inventati da Richard Arkwright.
Il primo gennaio 1800, il consorzio guidato da Robert Owen, genero di Dale, acquisì l'intera proprietà di David Dale, comprendente il villaggio e i cotonifici. New Lanark divenne il laboratorio per la sperimentazione e la messa in pratica delle idee socialiste ed umanitarie propugnate da Robert Owen.
Egli iniziò eliminando il lavoro minorile (allora ampiamente utilizzato nelle fabbriche di tutto il Regno Unito) e fornendo abitazioni più decenti ai lavoratori e le loro famiglie. Mentre nel resto del paese l'orario di lavoro "normale" era di tredici o anche quattordici ore al giorno, a New Lanark era fissato a dieci ore e mezza, compresa una pausa di trenta minuti per il pranzo.
Nel 1809 Owen istituì il Nursery Buildings allo scopo di migliorare le condizioni di vita dei bambini, il primo istituto nel suo genere nel Regno Unito.
I cotonifici continuarono ad avere un notevole successo economico, tuttavia molti dei soci di Owen ritenevano eccessive le spese necessarie a sostenere il livello di vita dei lavoratori e le loro famiglie. Stanco dei vincoli impostigli dal consorzio, Owen costituì una nuova compagnia (1813), di cui fece parte anche il filosofo Jeremy Bentham. In questa era garantito un ritorno del 5% sul capitale investito, lasciando mano libera ad Owen per i suoi scopi filantropici.
Nel 1816 fece costruire l'Istituto per la Formazione del Carattere, una scuola e luogo per incontri, danze e concerti. 
Nel suo indirizzo agli abitanti di New Lanark (1816) egli espresse chiaramente il ruolo che secondo lui l'Istituto doveva svolgere per la comunità:
"Le tre stanze al piano inferiore saranno lasciate aperte all'utilizzo degli adulti del paese, i quali devono poter disporre di ogni utilità per poter leggere, scrivere, far di conto, cucire o giocare, discorrere o passeggiare. Due serate per settimana saranno dedicate alla danza ed alla musica, ma in queste occasioni, ogni comodità sarà predisposta per coloro che preferiranno studiare o continuare qualunque delle occupazioni seguite nelle altre sere."
Nel 1817 fu fondata la Scuola per l'Infanzia (The School for Children) per l'educazione di bambini di età fra uno e dieci anni. La scuola fu la prima del suo genere nel Regno Unito. La sua etica, rivoluzionaria per i tempi, era basata sulla filosofia di Owen dell'approccio razionale: grande accento era posto sulle attività musicali, l'arte, lo studio della natura, la storia e la geografia, nonché la lettura, scrittura e aritmetica; non erano consentite le punizioni.
Pur essendo i salari della ditta molto più bassi di quelli praticati nelle zone limitrofe, il clima sociale riposato e condiviso portava ad un'eccellente organizzazione unita ad un'elevata produttività del lavoro.
Gli abitanti del villaggio disponevano di assistenza medica gratuita, un fondo malattia e una banca di risparmio e il negozio del villaggio forniva prodotti alimentari e casalinghi a prezzi moderati. La vendita di alcolici era rigorosamente controllata.
Verso il 1820 nel villaggio vivevano circa 2 500 abitanti, e New Lanark era divenuto il maggiore centro produttivo del cotone in Gran Bretagna. New Lanark era talmente famosa che dal 1814 al 1824 circa 2000 persone venivano a visitare la comunità.
Dopo un lungo periodo di contrasti con alcuni dei suoi partner, Owen abbandonò l'impresa di New Lanark. Nel 1825 il controllo della cittadina passò nelle mani della famiglia Walker. I Walker gestirono il villaggio fino al 1881, anno in cui questo fu venduto a Birkmyre e Sommerville. 
I cotonifici di New Lanark sono stati in funzione fino al 1968. Dopo la loro chiusura, il villaggio fu progressivamente abbandonato e subì un rapido degrado.
Nel 1974 fu fondato il New Lanark Conservation Trust (oggi New Lanark Trust, NLT) allo scopo di impedire la demolizione della cittadina e riportarla ad essere una città viva. Alcuni dei restanti edifici sono stati trasformati in musei. I mulini, l'hotel e la maggior parte degli edifici non residenziali del villaggio sono di proprietà e gestiti dalla NLT attraverso società interamente di proprietà. Circa 200 persone vivono a New Lanark, e si stima che la cittadina ospiti circa 400 000 visitatori all'anno.
Nel 2005 New Lanark è stata riconosciuto patrimonio dell'umanità.